# Monomorium subapterum
Monomorium subapterum är en myrart som beskrevs av Wheeler 1917. Monomorium subapterum ingår i släktet Monomorium och familjen myror.

## Underarter
Arten delas in i följande underarter:
- M. s. bogischi
- M. s. subapterum